# N17 (Frankrijk)
De N17 of Route nationale 17 is een nationale weg in het noorden van Frankrijk. De weg loopt van Arras naar Lens en is ongeveer 20 kilometer lang.

## Geschiedenis
In 1811 liet Napoleon Bonaparte de Route impériale 18 aanleggen van Parijs naar Oostende in België. In 1824 werd de huidige N17 gecreëerd uit het Franse deel van de Route impériale 18. Deze weg liep van Gonesse, bij Parijs, via Cambrai en Rijsel naar de grens met België en was 210 kilometer lang.
In 1973 werd de route van de N17 gewijzigd door de aanleg van de Luchthaven Parijs-Charles de Gaulle. Het beginpunt werd verlegd van Gonesse naar Le Bourget, waarbij een deel van de N2 werd overgenomen.
Ook in 1973 werd de route tussen Péronne en Rijsel verlegd. De route ging via Arras en Lens naar Libercourt lopen. Bij Libercourt sloot de weg aan op de A1 naar Rijsel. Deze nieuwe route bestond uit de voormalige N37 tussen Péronne en Arras en de voormalige N25 tussen Arras en Carvin. De oude route werd tussen Péronne en Bonavis overgedragen aan het departement Somme, waar het de D917 werd, en het Noorderdepartement, waar de weg ook het nummer D917 kreeg. Tussen Banteux en Cambrai werd de weg onderdeel van de N44 en tussen Cambrai en Douai van de N43. Het laatste stuk, tussen Douai en Rijsel werd overgedragen aan het Noorderdepartement en kreeg het nummer D917.

### Declassificaties
Door de aanleg van de parallelle autosnelwegen A1 en A22 nam het belang van de N17 op veel plaatsen sterk af. Daarom zijn grote delen van de weg in 2006 overgedragen aan de departementen. Deze delen hebben daardoor nummers van de departementale wegen. De overgedragen delen van de N17 kregen de volgende nummers:
- Seine-Saint-Denis: RNIL 17
- Val-d'Oise: D317
- Oise: D1017
- Somme: D1017
- Pas-de-Calais: D917
- Noorderdepartement: D617

N1 · N2 · N3 · N4 · N5 · N6 · N7 · N9 · N10 · N11 · N12 · N13 · N14 · N15 · N17 · N19 · N19J · N20 · N21 · N22 · N24 · N25 · N27 · N28 · N31 · N33 · N34 · N36 · N37 · N41 · N42 · N43 · N44 · N47 · N49 · N51 · N52 · N57 · N58 · N59 · N61 · N61A · N65 · N66 · N67 · N70 · N77 · N79 · N80 · N82 · N83 · N85 · N86 · N87 · N88 · N89 · N90 · N94 · N98 · N100 · N102 · N104 · N105 · N106 · N109 · N112 · N113 · N116 · N118 · N118A · N118B · N122 · N123 · N124 · N125 · N126 · N129 · N134 · N135 · N136 · N137 · N138 · N141 · N142 · N145 · N147 · N149 · N150 · N151 · N154 · N157 · N158 · N159 · N162 · N164 · N165 · N166 · N171 · N174 · N175 · N176 · N182 · N184 · N186 · N186A · N186B · N188 · N191 · N192 · N201 · N202 · N205 · N209 · N216 · N221 · N224 · N225 · N227 · N230 · N237 · N244 · N248 · N249 · N250 · N254 · N265 · N274 · N282 · N296 · N301 · N303 · N306 · N314 · N315 · N316 · N320 · N324 · N330 · N337 · N338 · N346 · N353 · N356 · N363 · N385 · N388 · N401 · N406 · N410 · N416 · N425 · N431 · N440 · N441 · N444 · N446 · N449 · N481 · N486 · N488 · N489 · N520 · N524 · N532 · N537 · N542 · N543 · N568 · N569 · N572 · N580 · N814 · N844 · N1007 · N1012 · N1013 · N1014 · N1019 · N1021 · N1029 · N1031 · N1043 · N1050 · N1075 · N1083 · N1104 · N1113 · N1134 · N1135 · N1141 · N1154 · N1338 · N1547 · N1569 · N2028 · N2043 · N2057 · N2162 · N2249